# Boot Yer Butt
Boot Yer Butt est une compilation des morceaux enregistrés lors de concerts des The Doors, entre 1967 et 1970. On y retrouve notamment le concert de Miami du 1er mars 1969 et l'avant-dernier concert des Doors à Dallas, le 11 décembre 1970.

## Discographie

### Disque 1
| N° | Titre                                                       | Durée | Lieu d'enregistrement      | Date d'enregistrement |
| -- | ----------------------------------------------------------- | ----- | -------------------------- | --------------------- |
| 1  | Moonlight Drive                                             | 7:00  | Avalon Ballroom            | 04-03-1967            |
| 2  | Back Door Man                                               | 5:33  | Avalon Ballroom            | 04-03-1967            |
| 3  | Break On Through (To The Other Side)                        | 5:55  | Continental Ballroom       | 06-07-1967            |
| 4  | Light My Fire                                               | 8:38  | The Family Dog             | 30-09-1967            |
| 5  | People Are Strange                                          | 2:30  | Danbury High School        | 11-10-1967            |
| 6  | Alabama Song (Whiskey Bar)                                  | 3:30  | Swing Auditorium           | 16-12-1967            |
| 7  | Close To You                                                | 2:39  | Winterland Arena           | 26-12-1967            |
| 8  | I'm a Man                                                   | 7:01  | Winterland Arena           | 26-12-1967            |
| 9  | Love Me Two Times                                           | 3:16  | Back Bay Theatre           | 17-03-1968            |
| 10 | Soul Kitchen                                                | 7:38  | Chicago Coliseum           | 10-05-1968            |
| 11 | The WASP (Texas Radio and the Big Beat) / Hello, I Love You | 3:45  | Dallas Memorial Auditorium | 09-07-1968            |
| 12 | Money                                                       | 3:19  | Dallas Memorial Auditorium | 09-07-1968            |
| 13 | When The Music's Over                                       | 14:58 | Sam Houston Coliseum       | 10-07-1968            |

### Disque 2
| N° | Titre                                | Durée | Lieu d'enregistrement | Date d'enregistrement |
| -- | ------------------------------------ | ----- | --------------------- | --------------------- |
| 1  | Five To One                          | 5:18  | The Roundhouse        | 07-09-1968            |
| 2  | The Unknown Soldier                  | 4:44  | Kongresshalle         | 14-09-1968            |
| 3  | Break On Through (To The Other Side) | 5:38  | Concertgebouw         | 15-09-1968            |
| 4  | Touch Me                             | 3:43  | L.A. Forum            | 14-12-1968            |
| 5  | The Celebration of the Lizard        | 13:53 | L.A. Forum            | 14-12-1968            |
| 6  | The Soft Parade                      | 7:40  | Madison Square Garden | 24-01-1969            |
| 7  | Tell All The People                  | 3:24  | Madison Square Garden | 24-01-1969            |
| 8  | Who Scared You                       | 4:25  | Madison Square Garden | 24-01-1969            |
| 9  | Does Anybody Have A Cigarette?       | 0:54  | Madison Square Garden | 24-01-1969            |

### Disque 3
| N° | Titre                                      | Durée | Lieu d'enregistrement      | Date d'enregistrement |
| -- | ------------------------------------------ | ----- | -------------------------- | --------------------- |
| 1  | Back Door Man                              | 8:35  | Madison Square Garden      | 24-01-1969            |
| 2  | Five To One                                | 5:27  | Madison Square Garden      | 24-01-1969            |
| 3  | Forget This Is The Square Garden (Rap)     | 0:51  | Madison Square Garden      | 24-01-1969            |
| 4  | I'm Talkin' About Having A Good Time (Rap) | 1:47  | Dinner Key Auditorium      | 01-03-1969            |
| 5  | No Limits, No Laws (Rap)                   | 1:15  | Dinner Key Auditorium      | 01-03-1969            |
| 6  | The Crystal Ship                           | 2:52  | Varsity Stadium            | 13-09-1969            |
| 7  | Carol (Chuck Berry)                        | 1:45  | Winterland Arena           | 06-02-1970            |
| 8  | Rock Me                                    | 6:24  | Winterland Arena           | 06-02-1970            |
| 9  | Roadhouse Blues                            | 5:03  | Honolulu Convention Center | 18-04-1970            |
| 10 | Peace Frog                                 | 3:39  | Honolulu Convention Center | 18-04-1970            |
| 11 | Mystery Train                              | 13:48 | Honolulu Convention Center | 18-04-1970            |

### Disque 4
| N° | Titre          | Durée | Lieu d'enregistrement      | Date d'enregistrement |
| -- | -------------- | ----- | -------------------------- | --------------------- |
| 1  | Light My Fire  | 21:00 | Honolulu Convention Center | 18-04-1970            |
| 2  | Love Her Madly | 10:20 | State Fair Music Hall      | 11-12-1970            |
| 3  | Ship Of Fools  | 8:30  | State Fair Music Hall      | 11-12-1970            |
| 4  | The Changeling | 5:07  | State Fair Music Hall      | 11-12-1970            |
| 5  | L.A. Woman     | 16:06 | State Fair Music Hall      | 11-12-1970            |
| 6  | The End        | 17:01 | Singer Bowl                | 02-08-1968            |